# Блізоцин (Нижньосілезьке воєводство)
Блізоцин (пол. Blizocin) — село в Польщі, у гміні Тшебниця Тшебницького повіту Нижньосілезького воєводства.
Населення — 231 особа (2011).
У 1975—1998 роках село належало до Вроцлавського воєводства.

## Демографія
Демографічна структура станом на 31 березня 2011 року:
|          | Загалом | Допрацездатний вік | Працездатний вік | Постпрацездатний вік |
| -------- | ------- | ------------------ | ---------------- | -------------------- |
| Чоловіки | 112     | 34                 | 71               | 7                    |
| Жінки    | 119     | 29                 | 76               | 14                   |
| Разом    | 231     | 63                 | 147              | 21                   |